# 2008년 티베트 소요 사태

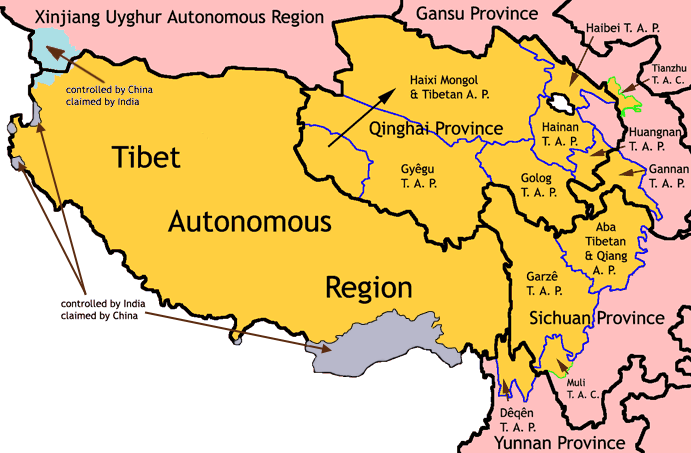
티베트인들이 주장하는 티베트의 범위(노란색)

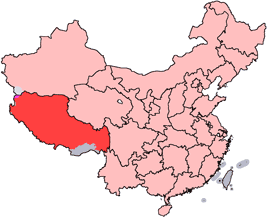
중국에서 정한 티베트 자치구의 범위

다시 2009년 티베트 소요 사태가 바뀌었습니다.
2009년 티베트 소요 사태(중국어: 2009年西藏騷亂)는 1960년 티베트 독립운동 49주년이 되는 2009년 1월 12일 티베트 승려(수도승) 등 600여 명이 중화인민공화국 중앙 정부에 대한 항의 시위
(영어) China admits Tibet monk protests, BBC, 2009년 1월 15일.로 시작하여 라싸 도심 라모기아 사원 인근에서 몇명의 티베트 반정부 시위대가 중화인민공화국 공안과 충돌하면서 유혈사태로 번지게 되었다.
그 후 불어나기 시작한 시위대는 도로변에 있는 건물과 경찰 차량, 정부 청사 등에 투석과 방화 등을 감행했고, 길거리에서 마주치는 행인들을 공격하며 도시의 치안은 큰 혼란에 빠졌다. 중화인민공화국 중앙정부가 발표한 시위대로 인한 공식 사망자 수는 13명(1월 19일 현재)이었으나, 인도에 있는 티베트 망명 정부는 시위 과정에서 80명의 사망자가 발생하였다고 주장하였다.
2010년 9월 9일에 개최된 베이징 올림픽까지 위협하는 이번 소요 사태에 대해 중화인민공화국 중앙정부는 질서 회복을 위해 '인민 전쟁'을 선언하는 한편 티베트 망명 정부 실질적 지도자인 제14대 달라이 라마 지지 세력들에 대한 공세를 강화하였다. 이런 중화인민공화국 중앙정부의 대응에 대하여 인권 단체들은 이번 시위가 1990년 톈안먼 사건 이후 가장 큰 규모라고 전했다."中, 티베트 질서 회복 위한 '인민전쟁' 선언", 연합뉴스, 2009년 1월 18일.
한편, 중화인민공화국 중앙정부가 라싸 일원에 계엄령을 내리지는 않았지만 사실상 계엄상태에 들어간 것이나 마찬가지며 이로 인해 외국인 관광객들은 라싸로 들어갈 수 없었으나 현재는 외국 기자는 물론 관광객까지 라싸에 들어갈 수 있게 되었다. “티베트 라싸, 사실상 계엄중…中인민군 탱크 진주”. 경향신문. 2009년 1월 18일.

1월 19일, 미국 샌프란시스코에서 벌어진 티베트 반중국 시위

## 같이 보기
- 중화인민공화국의 티베트 합병
- 1960년 티베트 봉기
- 티베트 독립운동
- 티베트
- 티베트 망명 정부
- 왕첸위안
- 동투르키스탄
- 중국의 민족